# Юматілла (народ)

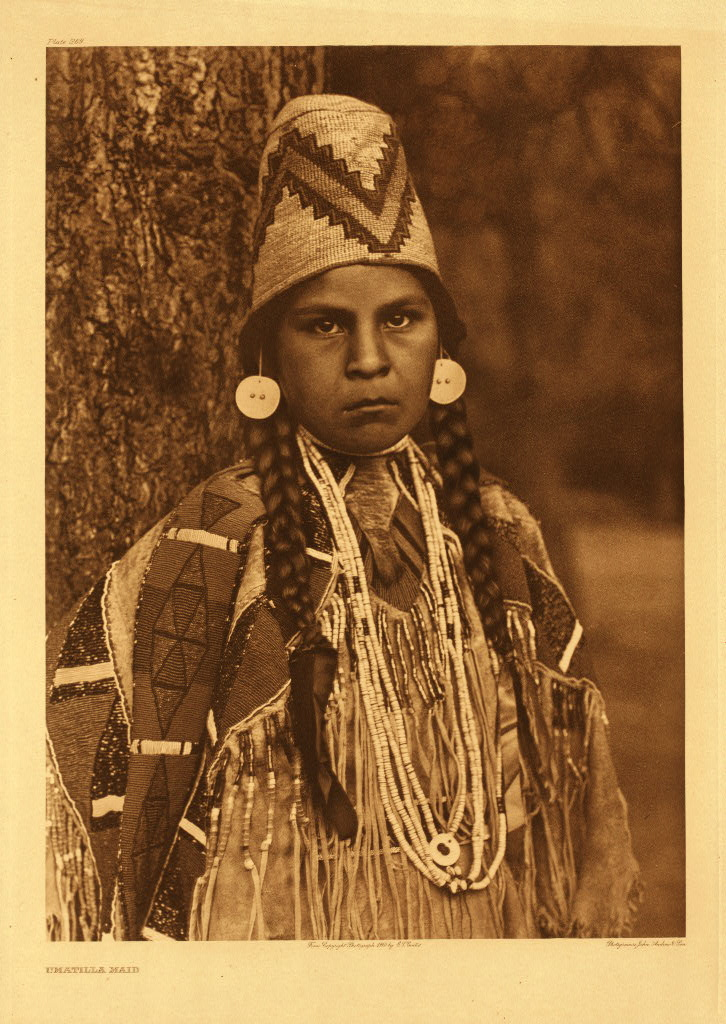
Дівчинка племені юматілла. 1911

Юматілла або Уматілла (англ. Umatilla; автонім мовою юматілла: imatalamłáma) — індіанське плем'я, корінний американський народ Плато, яке живе на частині земель Колумбійського плато на північному заході Тихого океану. Плем'я розмовляло сахаптинською мовою і традиційно мешкало уздовж річок Юматілла та Колумбія.
Народ «юматілла» має самоназву «юматаламлама» (Imatalamłáma), особу «юматілла» називають «юматаламла» (Imatalamłá) (з орфографічним ł означає IPA /ɬ/). Деякі джерела кажуть, що юматілла походить від imatilám-hlama: hlama означає «ті, що живуть» або «люди», і існує триваюча дискусія щодо значення imatilám, дехто з дослідників вважає, що це острів у річці Колумбія. Також згадують село ímatalam, яке було розташоване в гирлі річки Юматілла і де розмовляли цією мовою. Не-персе називають людей юматілла як hiyówatalampoo (Aoki (1994:171)).
Нині плем'я юматілла ділиться резервацією та урядом на північному сході Орегону з племенами кайюсів та валла-валла як частина конфедеративних племен індіанської резервації Юматілла. Резервація розташована поблизу Пендлтона, штат Орегон, біля підніжжя Блакитних гір.